# Nantes
Nantes (česká výslovnost [nant], nesklonné) je město v západní Francii ležící na řece Loiře, asi 50 km od pobřeží Atlantského oceánu. Jde o hlavní město regionu Pays de la Loire. V roce 2017 zde žilo přes 309 000 obyvatel a bylo tak šestým největším francouzským městem. V roce 1999 žilo v celé metropolitní oblasti 311 000 obyvatel. Ve městě se nachází mezinárodní letiště, které je se zbytkem města spojeno tramvajovými a autobusovými linkami.

## Historie
Prvotními obyvateli oblasti byli Keltové. V roce 56 před K. obsadil Nantes Julius Caesar. Ve 3. století byla okolo města postavena obranná zeď, jejíž pozůstatky se dochovaly do současné doby. Po pádu Západořímské říše se Nantes stalo součástí Franské říše. Bylo důležitým opěrným bodem proti pronikání Bretonců z oblasti Bretaňského poloostrova. V 10. st. město na čas získali Vikingové.
Historicky významný je přístav v Nantes na řece Loiře, který byl v 18. a 19. století jedním z nejfrekventovanějších v Evropě. Díky obchodu se zámořím a hlavně s otroky v této době město nesmírně zbohatlo. Dokumentují to zachovalé měšťanské domy s ozdobnými architektonickými prvky. Se zvyšující se nákladní kapacitou zámořských lodí, které kvůli ponoru trupu musí kotvit v ústí řeky Loire, ztratil přístav svou bývalou slávu a velikost.

## Město a památky
Nantes leží na obou březích řeky Loiry, historická část města Centre-Ville leží na pravém břehu řeky. V těsné blízkosti a západně od hlavního nádraží Gare d'Orléans. K hlavním památkám v Nantes náleží katedrála St-Pierre-et-Paul a zámek vévodů bretaňských (francouzsky château des Ducs de Bretagne). Centrum města leží západně od hradu a katedrály, k hlavním náměstím náleží Place du Buffay, Place St. Croix, Place Royale a Place du Commerce.
Katedrála St-Pierre-et-Paul se začala stavět v roce 1434 a byla zcela dokončena až v roce 1893. Vyniká zejména gotickým portálem se sochařskou výzdobou. Po několika dřívějších katastrofách, po kterých musela být několikrát opravována, byla katedrála dne 18. července 2020 ráno úmyslně zapálena. V katedrále vypukl požár, který zničil velké varhany včetně jejich stavební opory, velké barevné okno v průčelí a  další okna a značně poškodil malé varhany. Požár se hasičům podařilo omezit a nakonec uhasit natolik, že není ohrožena stavební substance celé katedrály. Jak oznámil státní zástupce Pierre Sennès, je žhářem 39letý muž původem z Rwandy, který dostal ve Francii azyl a sloužil v katedrále jako zaměstnanec diecéze již více než čtyři roky.
Poblíž katedrály stojí budova Umělecké muzeum (Musée dʼArts de Nantes) založené v roce 1800, které je dnes jedním z nejvýznamnějších muzeí ve Francii. Sbírky jsou zaměřené na evropské malířství od 12. stol. do současnosti. Muzeum vlastní rovněž významnou sbírku čínského porcelánu.
Zámek vévodů bretaňských, château des Ducs de Bretagne, je komplex budov na východní straně původního středověkého města. Původně zde stálo goticko-renesanční opevnění z 13. až 16. století. V jednom z paláců zámku je námořní muzeum Musée des Salorges. Západně od zámku leží náměstí Place du Buffay s kavárnami a prostorami pro městské trhy a Place St. Croix s barokním kostelem Saint Croix (Svatého kříže). A opět západně po hlavních ulicích starého města a pěší zóně s obchody (Rue de la Barillerie a Rue d'Orléans), lze se dostat na historické náměstí Place Royale z roku 1790 s fontánou z roku 1865. Na menším náměstí severovýchodně pak stojí novogotický kostel Saint-Nicolas de Nantes z let 1844–1869. Jižně od Place Royale leží Place du Commerce s řadou kaváren a východně leží náměstí Place Graslin s budovou nanteské opery Théâtre Graslin z konce 18. st.
Zvláště v okolí Place Royale, ulice Crébillon a Cambronne jsou významné historické měšťanské domy z 18. st.

### Fotogalerie

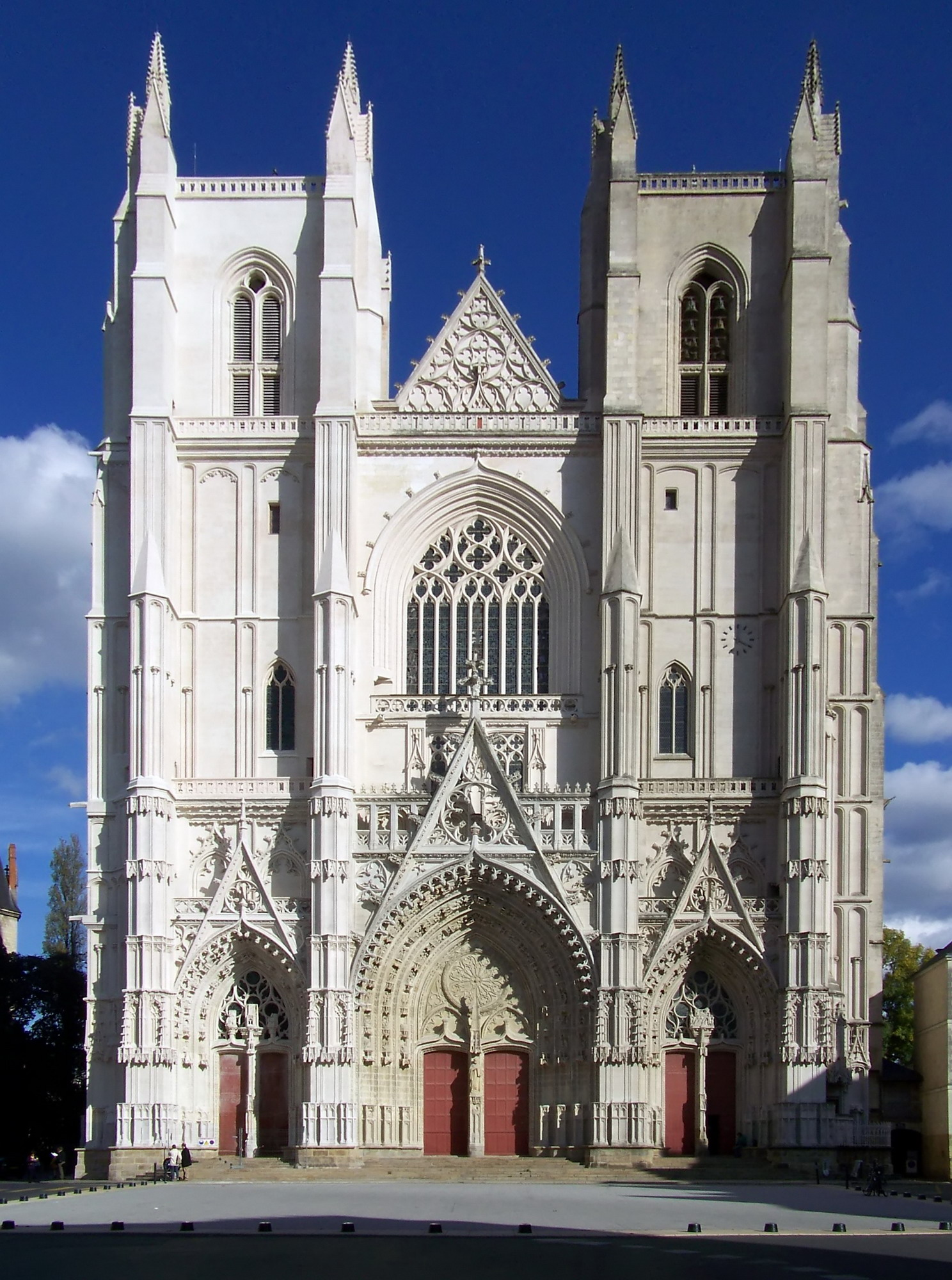
Katedrála St-Pierre-et-Paul
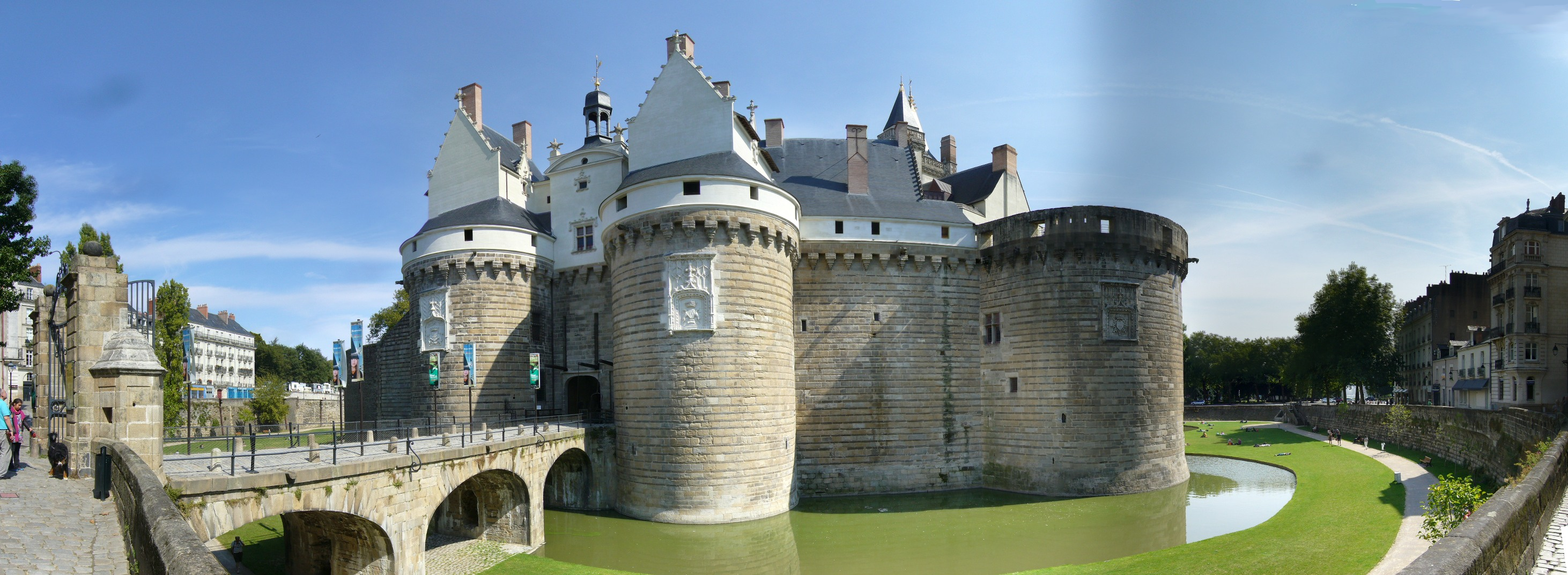
Zámek, château des Ducs de Bretagne
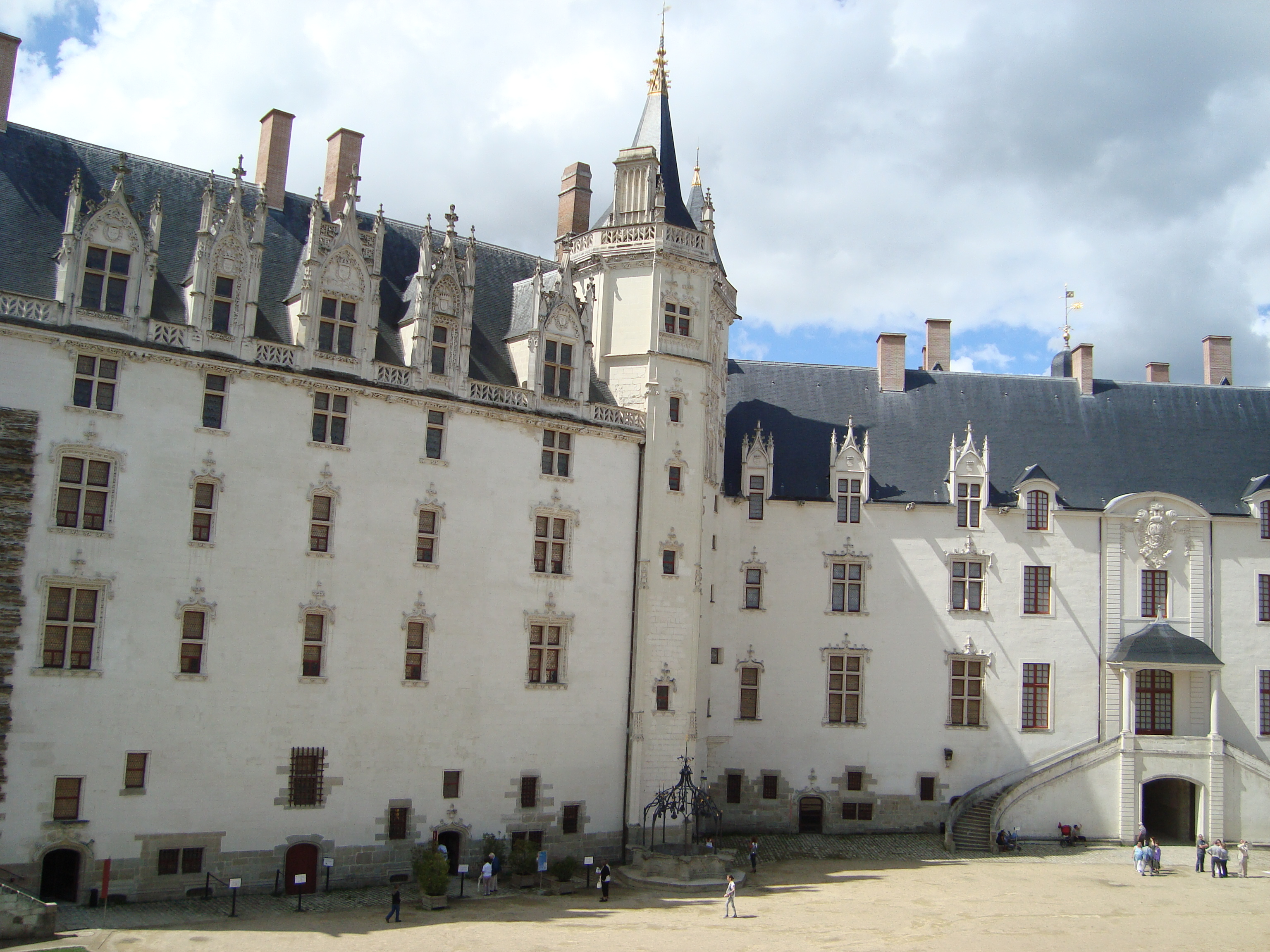
Zámecký palác Le Grand Logis
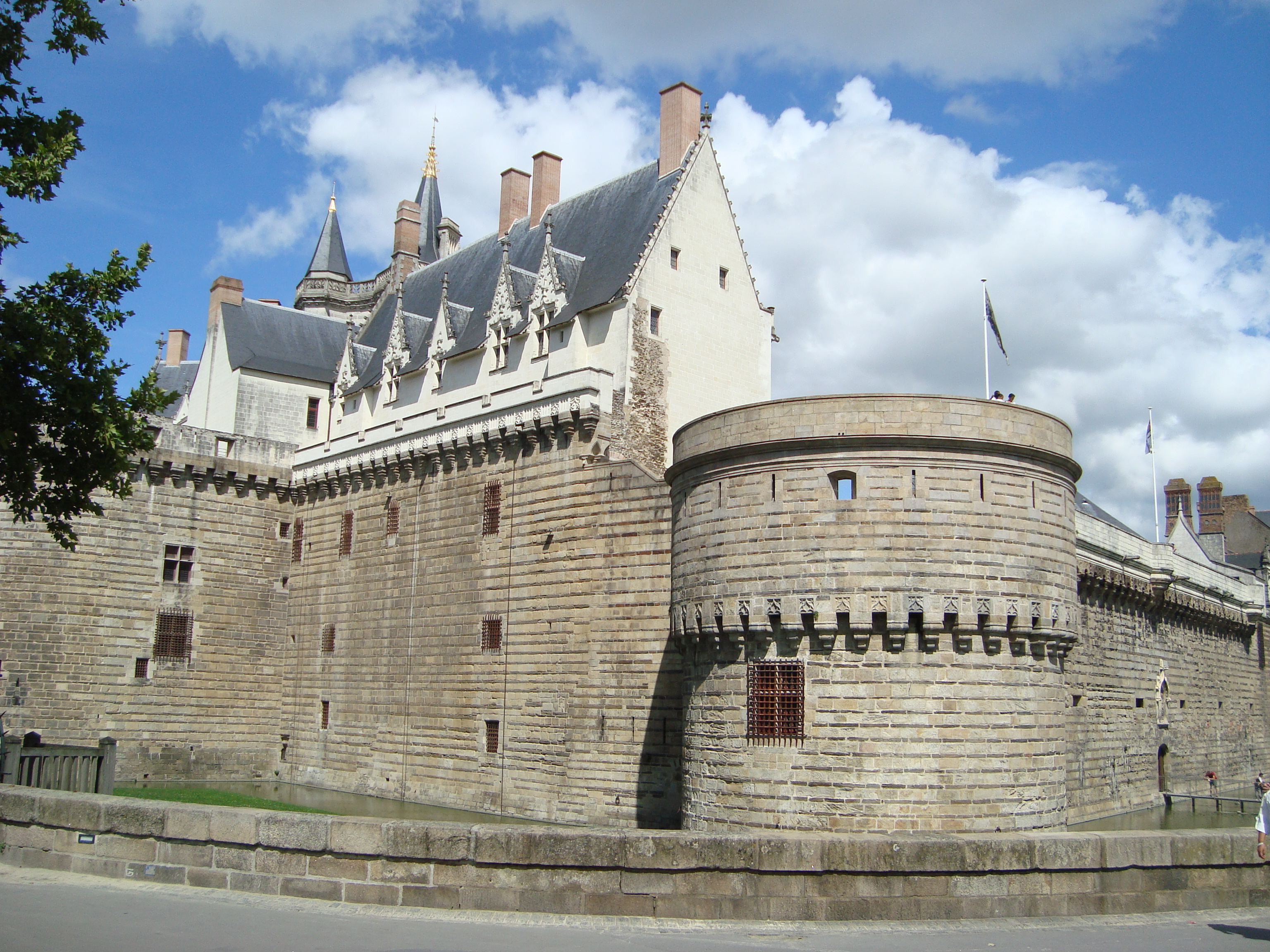
Zámek vévodů bretaňských
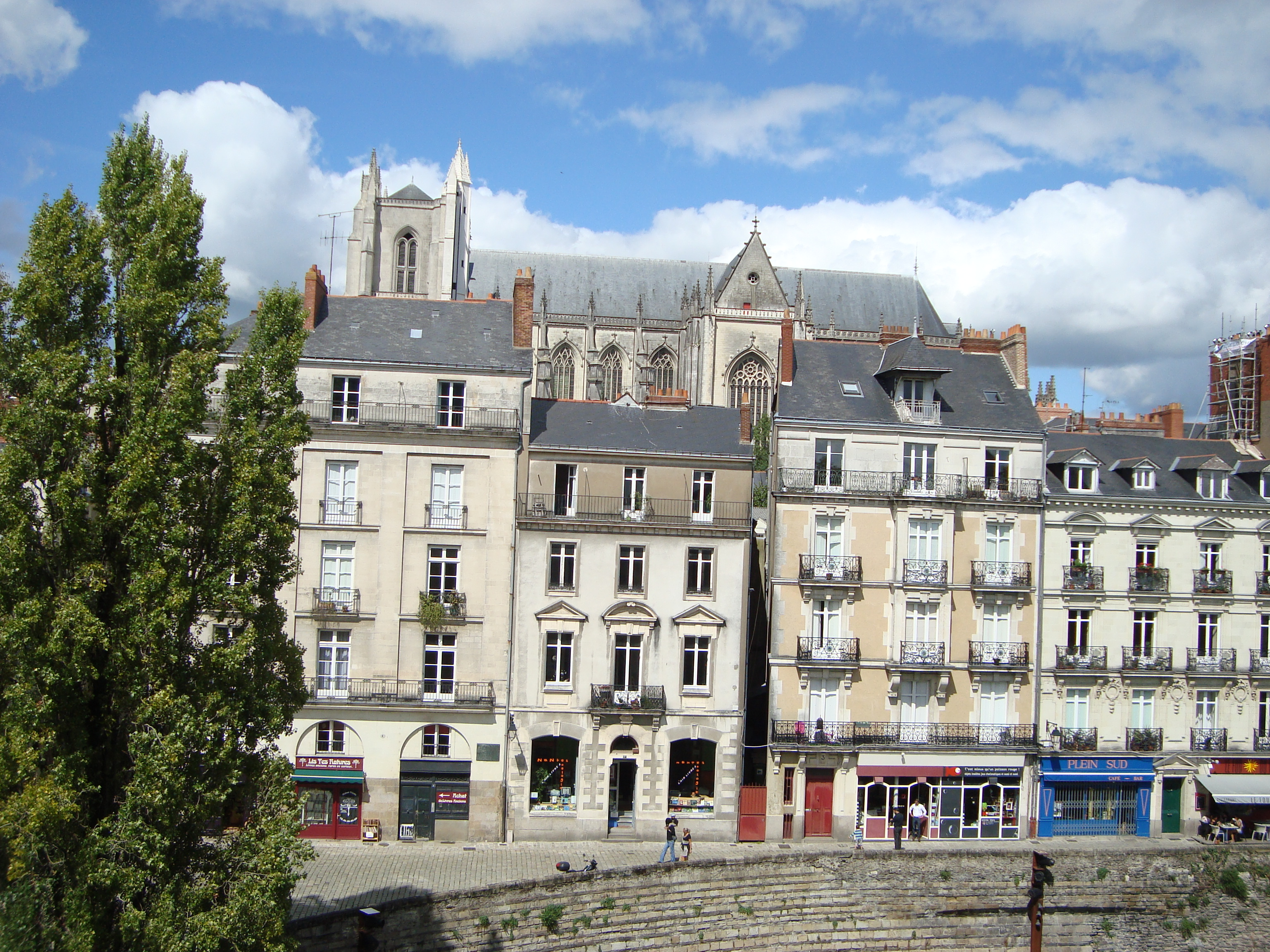
Domy v ulici Rue Premion a katedrála
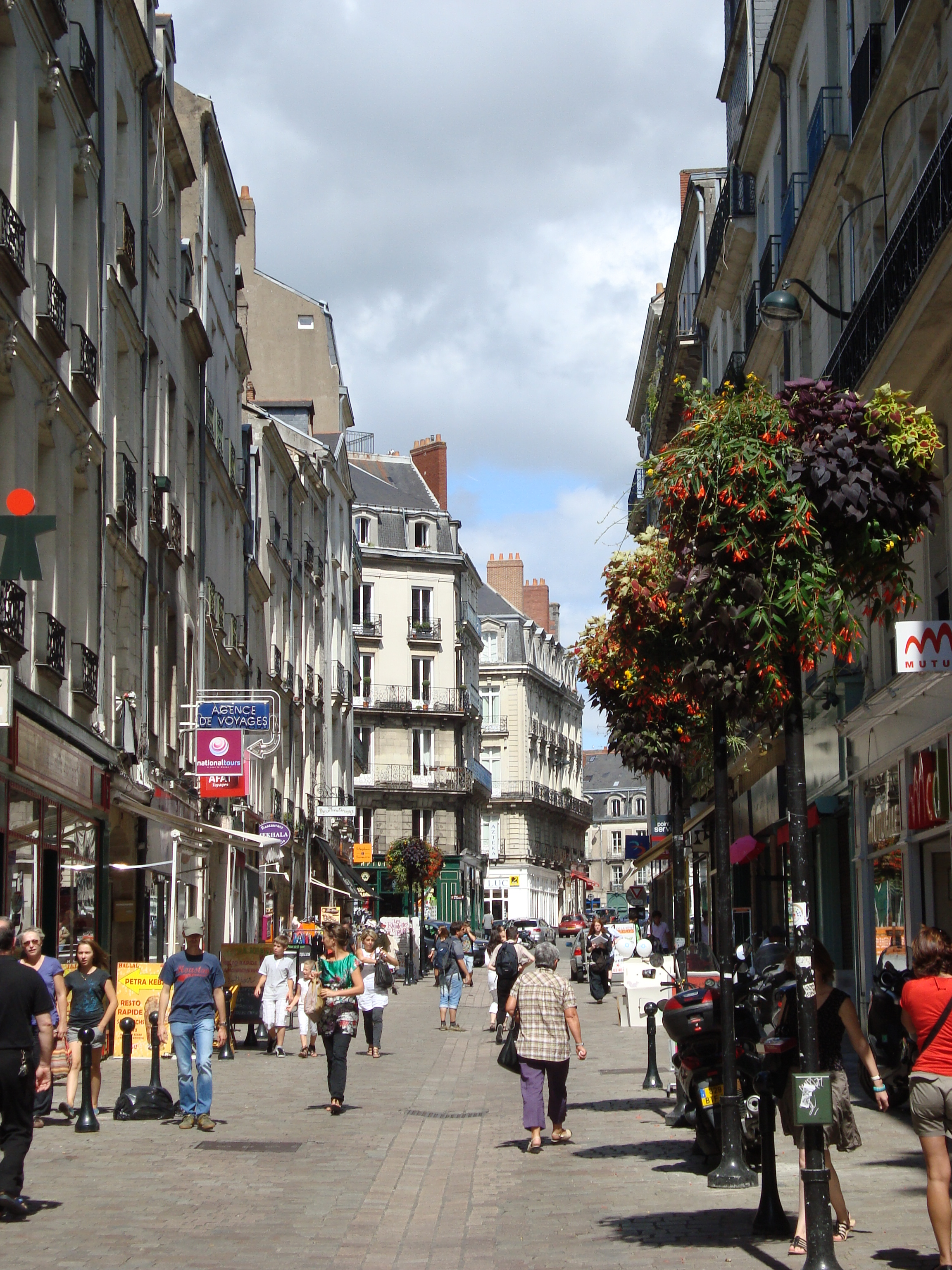
Ulice ve středu Nantes
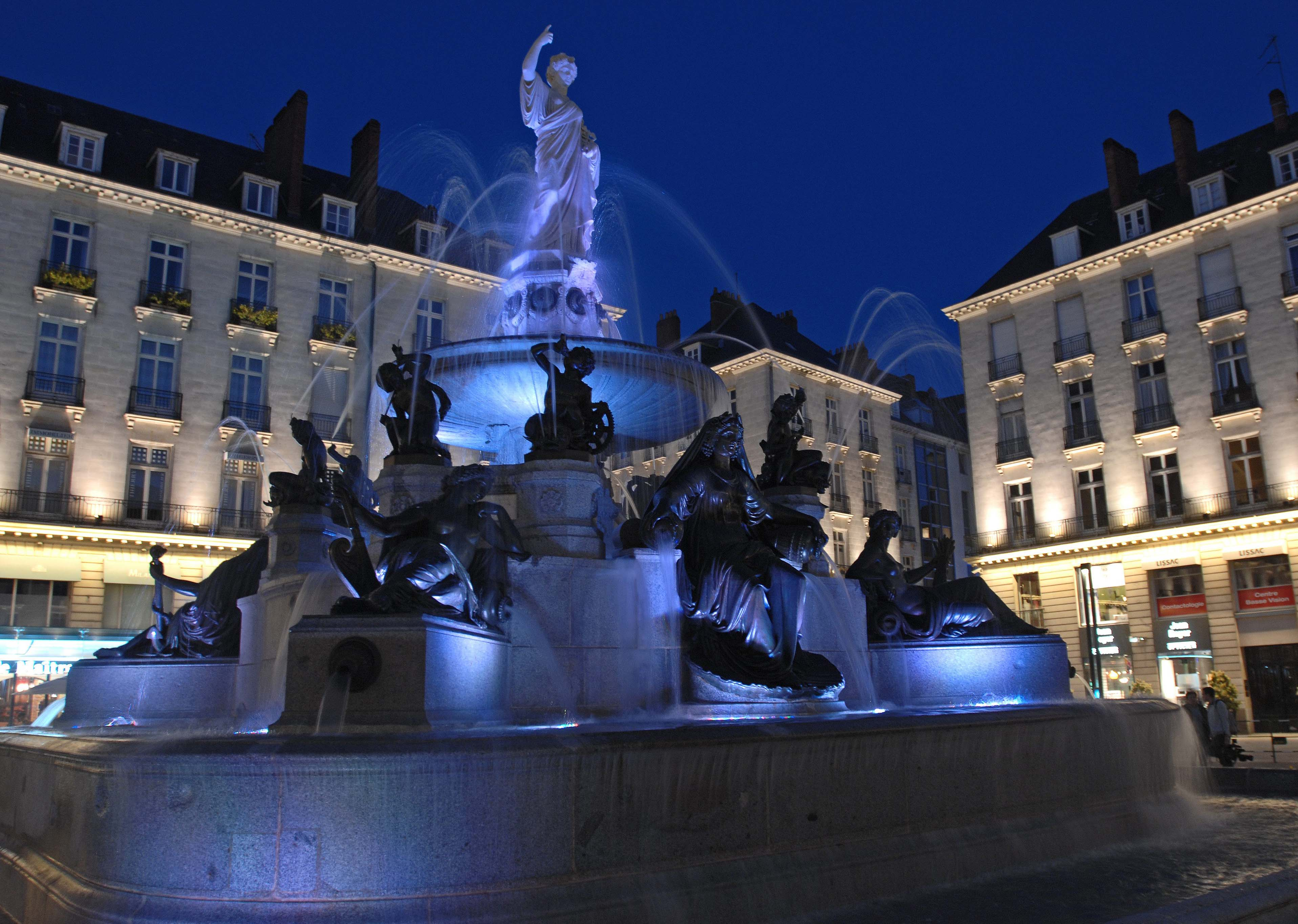
Fontána na Place Royale

## Demografie
Počet obyvatel

## Osobnosti

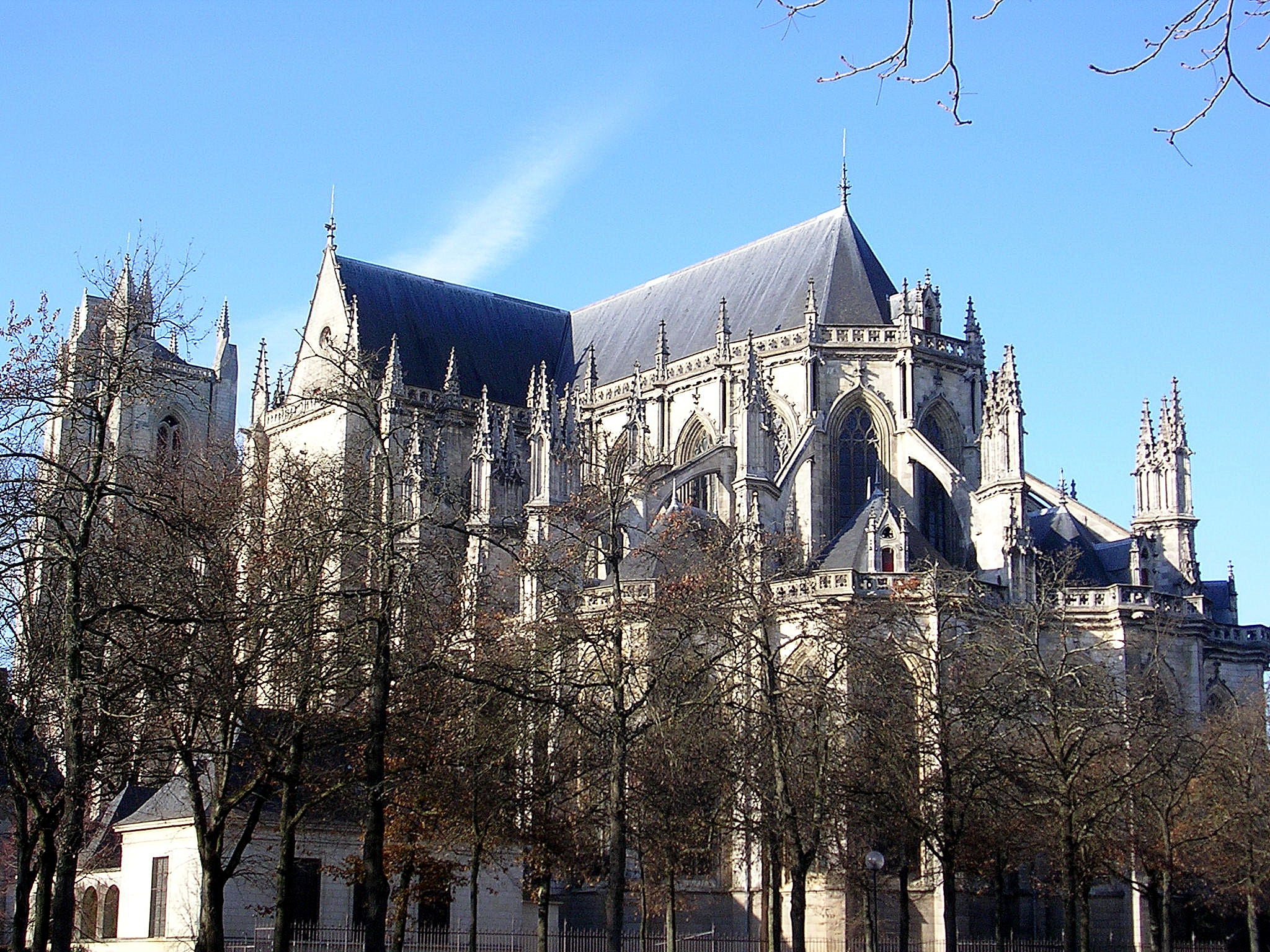
Katedrála v Nantes

### Osobnosti narozené v Nantes
- Anna Bretaňská (1477–1514), francouzská královna
- Pierre Cambronne (1770–1842), napoleonský generál
- Aristide Briand (1862–1932), francouzský francouzský socialistický politik, šestkrát premiérem Francie
- Jules Verne (1828–1905), francouzský spisovatel dobrodružné literatury
- Pierre Waldeck-Rousseau (1846–1904), francouzský premiér
- Auguste Toulmouche (1829–1890), malíř
- Paul Graton (* 1990), sjezdař na divoké vodě

### Osobnosti zemřelé v Nantes
- Louis de Funès (1914–1983), herec

## Sousední obce
Treillières, Orvault, La Chapelle-sur-Erdre, Carquefou, Saint-Herblain, Sainte-Luce-sur-Loire, Bouguenais, Rezé, Saint-Sébastien-sur-Loire, Basse-Goulaine a Vertou.

## Vzdělávání
- Audencia Business School
- e-artsup
- École pour l'informatique et les nouvelles technologies
- ISEG Marketing & Communication School
- ISEFAC Bachelor

## Sport
- Fotbalový klub FC Nantes

## Partnerská města
- Cardiff, Spojené království; od 1964.
- Saarbrücken, Německo; od 1965.
- Tbilisi, Gruzie; od 1979.
- Recife, Brazílie.
- Seattle, USA; od 1980.
- Jacksonville, USA; od 1985.
- Čching-tao, Čína; od 2005.